# Fritz Pfeffer
Friedrich (Fritz) Pfeffer (Gießen, 30 april 1889 - Neuengamme, 20 december 1944) was een Duitse tandarts, die bekend werd doordat hij in de Tweede Wereldoorlog samen met de familie Frank in Amsterdam ondergedoken zat. In Anne Franks dagboek Het Achterhuis wordt hij met de naam Dussel geduid, dat het Duitse woord is voor stommerik of leeghoofd.

## Biografie
Fritz Pfeffer werd op 30 april 1889 in Gießen (Duitsland) geboren. Zijn ouders waren joods en hadden een kledingzaak in het centrum van de stad. Na zijn middelbare school studeerde hij voor tandarts in Berlijn en na zijn studie startte hij daar een tandartspraktijk.
In 1926 trouwde hij met de veel jongere Vera Henriette Bythiner. Op 3 april 1927 werd hun zoontje Werner geboren (1927-1995). Het huwelijk van Fritz en Vera liep in 1933 uit op een scheiding. Fritz Pfeffer kreeg de voogdij over Werner toegewezen. Na de machtsovername door de nazi's in 1933 kreeg hij het steeds moeilijker in zijn tandartspraktijk en op een gegeven moment zag hij zich genoodzaakt deze illegaal voort te zetten.
Na zijn scheiding van Vera Bythiner maakte Fritz Pfeffer kennis met Martha Charlotte Kaletta.(1908-1986) Vanwege de Nürnberger wetten van 1935, die huwelijken tussen joden en niet-joden verboden, was het voor hen onmogelijk te trouwen. Na de Kristallnacht emigreerden Fritz en Charlotte naar Nederland. Fritz stuurde zijn zoontje Werner met een kindertransport naar zijn broer Ernst in Engeland. Vermoedelijk behoorde Werner tot de groep van 350 vluchtelingen uit Noord-Duitsland, die op 15 december 1938 aankwamen in Harwich. Ernst Pfeffer was ook tandarts en overleed in 1944.
Pfeffer vestigde zich als tandarts in Amsterdam-Zuid in een praktijk aan de Amstellaan, die nu de Vrijheidslaan heet. Hij was samen met zijn vrouw regelmatig te gast bij de theepartijtjes van de familie Frank op zaterdagmiddag. In 1939 leerde hij Miep Gies kennen en zij werd een van zijn patiënten. Het was voor niet-joden in 1942 al geruime tijd verboden zich door joodse artsen of tandartsen te laten behandelen. Miep bleef echter zijn patiënt, want zij vond Pfeffer een uitstekende tandarts en ze mocht hem graag.
In de herfst van 1942 wilde Fritz onderduiken en vroeg aan Miep Gies of zij een onderduikadres voor hem wist. Miep overlegde met de families Frank en Van Pels die al sinds 6 juli 1942 ondergedoken waren en deze stemden erin toe dat hij op hetzelfde adres onderdook. Pfeffer was vanaf 16 november 1942 de achtste gast in het Achterhuis aan de Prinsengracht 263. Hij deelde een kamer met Anne Frank. Via Miep Gies hield hij contact met zijn vrouw Charlotte. Hij wilde samen met Charlotte na de oorlog naar Zuid-Amerika emigreren en leerde in het Achterhuis alvast de Spaanse taal. Dat Pfeffer ook als tandarts in het Achterhuis fungeerde, blijkt uit het dagboek van Anne Frank. Zij beschrijft daarin hoe hij bij mevrouw Van Pels een tand wilde trekken. Anne schrijft: "Mijnheer Pfeffer, de man van wie altijd gezegd werd dat hij uitstekend met kinderen op kon schieten en ook van alle kinderen hield, ontpopt zich als de meest ouderwetse opvoeder en preker van ellenlange manierenreeksen". Fritz Pfeffer was bij de familie Frank niet erg populair. Anne zelf noemt hem in haar dagboek naast Dussel ook de zondebok van het achterhuis.
Op 4 augustus 1944 werden de acht onderduikers verraden en door Karl Silberbauer gearresteerd. Pfeffer verbleef samen met de anderen vier dagen in de gevangenis aan de Weteringschans in Amsterdam en aansluitend in het concentratiekamp Westerbork. Op 3 september 1944 werden ze alle acht samen met 1011 andere gevangenen naar concentratiekamp Auschwitz gedeporteerd, waar ze op 6 september 1944 aankwamen. Via concentratiekamp Buchenwald of via concentratiekamp Sachsenhausen werd Fritz Pfeffer naar het concentratiekamp Neuengamme gedeporteerd, waar hij op 20 december 1944 overleed aan enterocolitis. Pfeffers eerste vrouw Vera Bythiner werd in Auschwitz vermoord.

## Na 1945

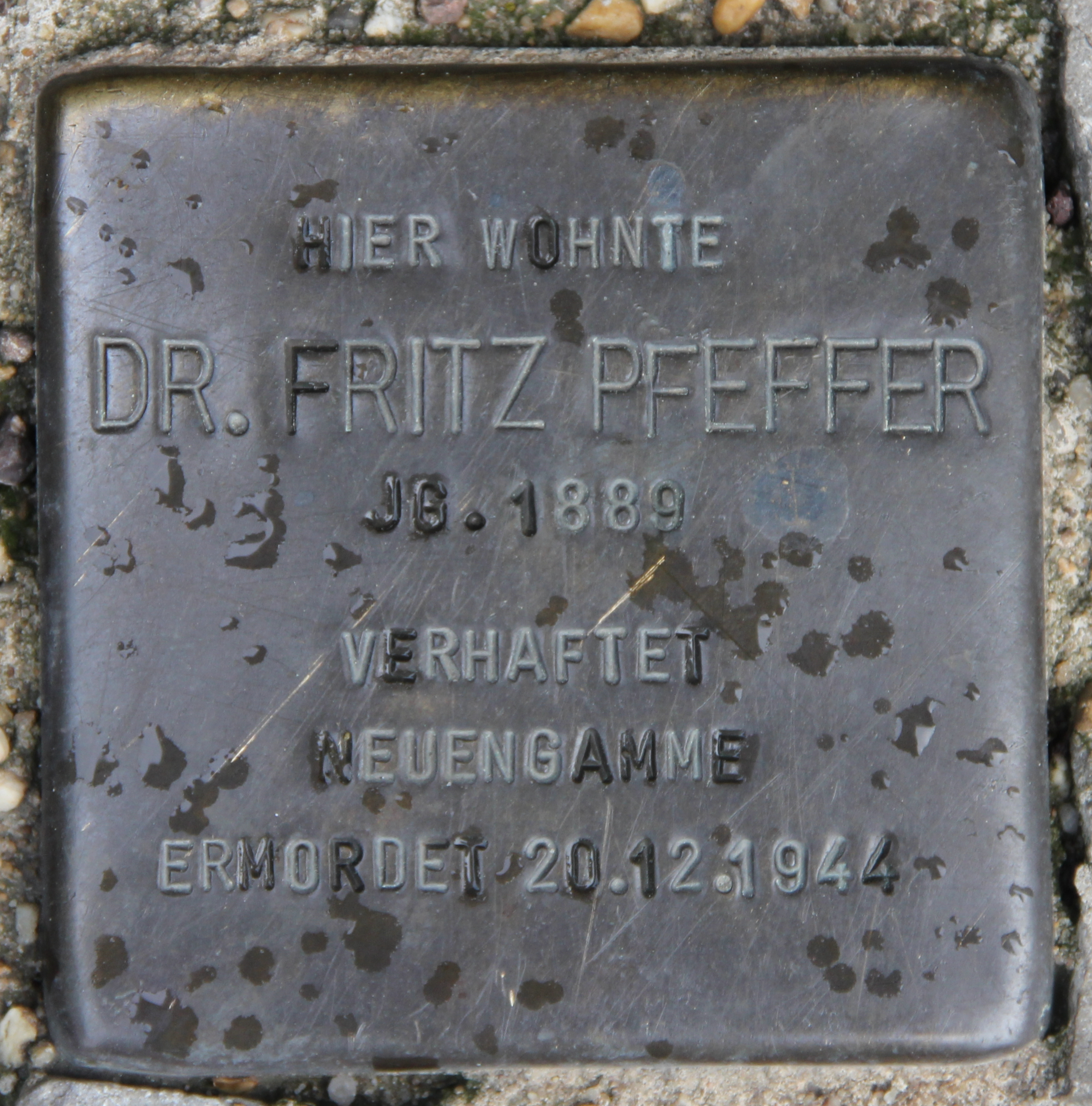
Stolperstein voor Fritz Pfeffer, Lietzenburger Straße 20b, Berlin-Schöneberg, Deutschland. "Hier wohnte Dr. Fritz Pfeffer Jg. 1889 Verhaftet Neuengamme Ermordet 20.12.1944". Foto 2012.

In 1946 emigreerde Werner Pfeffer naar de Verenigde Staten en veranderde zijn naam in Peter Pepper. Hij stichtte er een gezin en werd een geslaagd zakenman. Hij overleed op 15 februari 1995. Op 9 april 1953 werd het huwelijk tussen Charlotte Kaletta en Fritz Pfeffer met terugwerkende kracht vanaf 31 mei 1937 erkend. Charlotte Kaletta kon daardoor tot aan haar dood in 1986 van een bescheiden pensioen genieten.
Joke Kniesmeyer, van 1978 tot 1992 medewerkster van de Anne Frank Stichting, vond op 17 oktober 1987 een deel van de inboedel van Lotte Kaletta met foto's en brieven van Pfeffer op de Amsterdamse markt op het Waterlooplein. Dit wierp een ander licht op het karakter van Fritz Pfeffer. Het beeld dat Anne Frank in haar dagboek opriep van een sikkeneurige, kleinzielige en irritante man ontstaan door het langdurig gedwongen samenleven op een kleine plek, werd daardoor in positieve zin bijgesteld. In 1990 publiceerde Nanda van der Zee het boek De kamergenoot van Anne Frank met deze nieuwe kijk op Fritz Pfeffer. Ze goot hem in de vorm van een fictief getuigenverslag van Lotte Kaletta over de onderduikersperiode in het Achterhuis aan de Amsterdamse Prinsengracht. Door Lotte te laten vertellen kon zij naar eigen zeggen de vergeten levende slachtoffers om de directe, dode slachtoffers heen, wier leven mede werd en wordt ontwricht door de oorlog, een stem geven. In Berlijn herinnert sinds 12 september 2007 een Stolperstein voor het huis Lietzenburger Straße 20b aan Fritz Pfeffer.

## Media
Het dagboek van Anne Frank werd meermaals verfilmd. De rol van Fritz (Albert Dussel) wordt in deze films gerelateerd aan het karakter in het boek van Anne Frank. De volgende acteurs speelden de rol:
- 1959: The Diary of Anne Frank – Ed Wynn
- 1967: Das Tagebuch der Anne Frank (The Diary of Anne Frank) – Donald Pleasence
- 1980: Das Tagebuch der Anne Frank (The Diary of Anne Frank) – Clive Revill
- 1985: Het dagboek van Anne Frank – Robert Sobels
- 1987: Das Tagebuch der Anne Frank (The Diary of Anne Frank) – David Swift
- 1988: Mein Leben mit Anne Frank (The Attic: The Hiding of Anne Frank) – Jeffrey Robert
- 1995: Anne no nikki – Yûsuke Takita (stem)
- 2001: Anne Frank – Die wahre Geschichte (Anne Frank: The Whole Story) – Jan Niklas
- 2009: The Diary of Anne Frank – Nicholas Farrell
- 2022: Where Is Anne Frank – Andrew Woodall (stem)